# Politika Sovjetske zveze
Politika Sovjetske zveze je potekala v okviru zvezne enostrankarske sovjetske socialistične republike, za katero je bila značilna nadrejena vloga Komunistične partije Sovjetske zveze, edine stranke, ki jo je ustava dovolila v parlamentu. Sovjetska zveza je nekaj časa izvajala avtoritarno, od leta 1927 do 1953 pa je izvajala totalitarno politiko.    
Država je izvajala politiko, ki je zagotavljala nadzor nad gospodarstvom, javnim življenjem in življenjem posameznikov. Izvajala je politiko nacionalizacije podjetij, bank in zemljišč ter s tem uvedbo skupnega (kolektivnega in državnega) lastništva, 5-letnih gospodarskih načrtov in planskega gospodarstva. Za zagotavljanje nadzora nad življenjem prebivalstva je bilo v času obstoja države ustanovljenih oz. preimenovanih več tajnih policij, ki so politične nasprotnike zapirale v gulage, delovna taborišča, kjer so se poleg težkega dela izvajale tudi usmrtitve zapornikov. Politiko Sovjetske zveze je zaznamovalo tudi množično preganjanje vere, čeprav religija v državi nikoli ni bila uradno prepovedana.   
S sprejetjem zadržane in v veliki meri manj zatiralske politike leta 1953, se je sovjetska politika spremenila. To je vključevalo več svobode, opustitev gulagov in več pravic državljanom, vendar pa je partija še naprej zagotavljala nadzor nad življenjem prebivalstva in gospodarstvom. Po letu 1985 se je politika v državi začela temeljito spreminjati oz. reformirati, ko sta bili uvedeni t. i. perestrojka in glasnost.  